# College of New Jersey Tigers football 1870-1879
Nelle stagioni che vanno dal 1870 al 1879, i College of New Jersey Tigers football, rappresentanti il College of New Jersey (successivamente Princeton) hanno conquistato retroattivamente otto titoli nazionali.

## 1870
La squadra fu retroattivamente nominata campione nazionale dal Billingsley Report, dalla National Championship Foundation e da Parke H. Davis. Il capitano della squadra era Alexander Van Rensselaer.
| 19 novembre          | Rutgers* | Princeton, NJ | W 6–2 |
| *Gare non-conference |          |               |       |

## 1871
New Jersey non giocò alcuna partita di football intercollegiale, ma disputò diverse partite contro la squadra del Seminario Teologico di Princeton nel 1871, anche se la prassi è quella di non contare queste gare come sfide ufficiali.

## 1872
La squadra fu retroattivamente nominata campione nazionale dal Billingsley Report e dalla National Championship Foundation e come co-campione nazionale da Parke H. Davis. Il capitano della squadra era David T. Marvel.
| 23 novembre          | Rutgers* | Princeton, NJ | W 4–1 |
| *Gare non-conference |          |               |       |

## 1873
La squadra giocò per la prima volta contro Yale e vinse 3-0. Fu nominata retroattivamente campione nazionale dal Billingsley Report, dalla National Championship Foundation e da Parke H. Davis. Il capitano della squadra era Cyrus O. Dershimer.
| 15 novembre          | Yale* | Hamilton Park • New Haven, CT | W 3–0 |
| *Gare non-conference |       |                               |       |

## 1874
La squadra sconfisse 6-0 sia Columbia che Rutgers, terminò con un record di 2-0 e fu nominata retroattivamente campione nazionale dal Billingsley Report e campione co-nazionale da Parke H. Davis. Il capitano della squadra era Isaac H. Lionberger.
| 14 novembre          | Columbia* | Princeton, NJ | W 6–0 |
| 21 novembre          | Rutgers*  | Princeton     | W 6–0 |
| *Gare non-conference |           |               |       |

## 1875
La squadra terminò con un record di 2-0. Collins Denny, che in seguito divenuto noto ecclesiastico e professore di filosofia, fu capitano della squadra del 1875.
Il 13 novembre, Princeton sconfisse Columbia con un punteggio di 6-2. Il New York Herald scrisse: "La gara fu breve, serrata e decisiva e attirò una folla considerevole".

La squadra è stata nominata retroattivamente campione nazionale dal Billingsley Report e campione co-nazionale (insieme ad Harvard e Columbia) da Parke H. Davis.
| 13 novembre          | Columbia*     | Princeton, NJ | W 6–2 |
| 20 novembre          | Stevens Tech* | Princeton     | W 6–0 |
| *Gare non-conference |               |               |       |

## 1876
La squadra terminò con un record di 3-2.  Il 1876 fu l'unico anno tra il 1872 e il 1881 in cui Princeton non rivendicò almeno una quota del campionato nazionale assegnato retroattivamente dal Billingsley Report, dalla National Championship Foundation o da Parke H. Davis. Il capitano della squadra fu AJ McCosh nell'autunno e B. Nicoll nella primavera del 1877.
| 11 novembre          | at Pennsylvania* | Philadelphia  | W 6–0 |
| 18 novembre          | at Columbia*     | New York      | W 3-0 |
| 25 novembre          | Pennsylvania*    | Princeton, NJ | W 6–0 |
| 30 novembre          | at Yale*         | Hoboken       | L 0–2 |
| 28 aprile 1977       | at Harvard*      | Cambridge, MA | L 0–1 |
| *Gare non-conference |                  |               |       |

## 1877

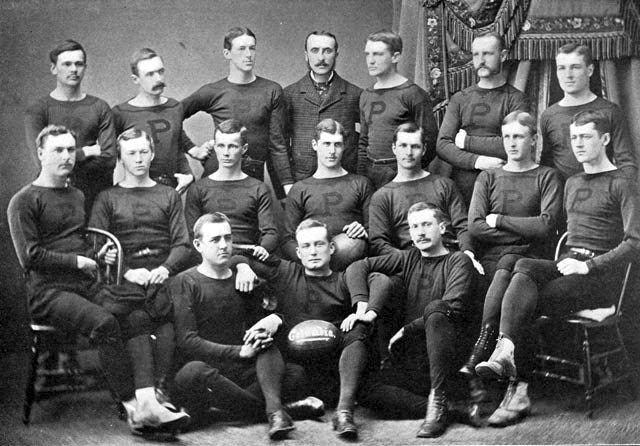
La squadra nel 1877

La squadra terminò con un record di 2-0-1 e fu nominata retroattivamente campione nazionale dal Billingsley Report e come campione co-nazionale da Parke H. Davis.  Questa stagione fu il settimo campionato nazionale di Princeton. La squadra giocò contro Harvard per la seconda volta, ottenendo la sua prima vittoria sui Crimson. Il capitano della squadra era W. Earl Dodge.

Lo studente del secondo anno Woodrow Wilson fu eletto direttore della squadra di football di Princeton nel 1877. Lo storico sportivo Parke H. Davis attribuì a Wilson il merito di aver aiutato ad allenare la squadra del 1877.
| 3 novembre           | Harvard  | Princeton, NJ | W 1–0 |
| 17 novembre          | Columbia | Princeton, NJ | W 4–0 |
| 8 dicembre           | vs. Yale | Hoboken, NJ   | T 0–0 |
| *Gare non-conference |          |               |       |

## 1878
La squadra terminò con un record di 6-0. I Tigers furono nominati retroattivamente campioni nazionali dal Billingsley Report, dalla National Championship Foundation e da Parke H. Davis. Questa stagione segnò l'ottavo campionato nazionale di Princeton. Il capitano della squadra era Bland Ballard.
| 19 ottobre           | Pennsylvania    | Princeton, NJ    | W 2–0 |
| 26 ottobre           | Stevens Tech    | Princeton, NJ    | W 4–0 |
| 2 novembre           | Rutgers         | Princeton, NJ    | W 5–0 |
| 9 novembre           | at Pennsylvania | Philadelphia, PA | W 2–1 |
| 16 novembre          | Harvard         | Princeton, NJ    | W 1–0 |
| 28 novembre          | vs. Yale        | Hoboken, NJ      | W 1–0 |
| *Gare non-conference |                 |                  |       |

## 1879

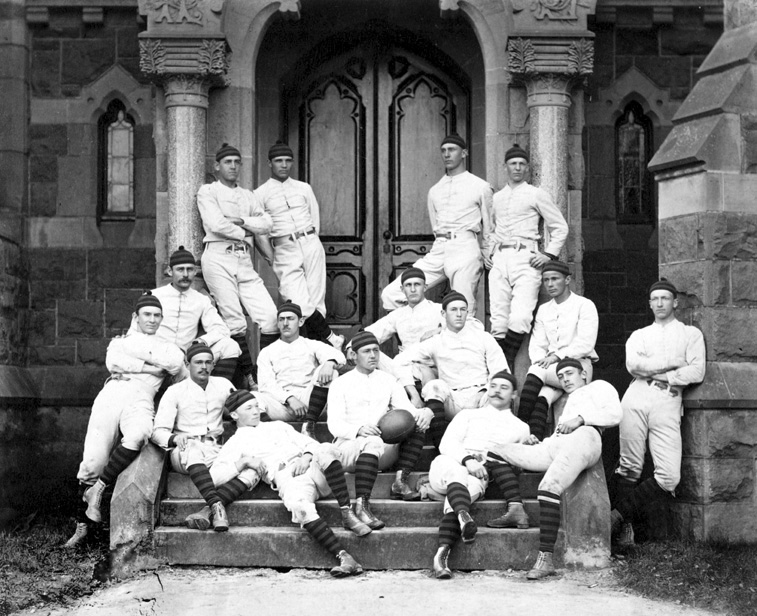
La squadra nel 1879

La squadra terminò con un record di 4-0-1 e fu nominata retroattivamente campione nazionale dal Billingsley Report e dalla National Championship Foundation e come campione co-nazionale da Parke H. Davis.  Questa stagione fu il nono campionato nazionale di Princeton. Il capitano della squadra fu, per il secondo anno consecutivo, Bland Ballard.
| 18 ottobre           | Pennsylvania | Princeton, NJ | W 6–0 |
| 1º novembre          | Columbia     | Princeton, NJ | W 2–0 |
| 8 novembre           | Stevens Tech | Princeton, NJ | W 7–0 |
| 15 novembre          | Harvard      | Princeton, NJ | W 1–0 |
| 27 novembre          | vs. Yale     | Hoboken, NJ   | T 0–0 |
| *Gare non-conference |              |               |       |